# 佐藤竹善
佐藤 竹善（さとう ちくぜん、1963年5月5日 - ）は、日本のシンガーソングライター、キーボーディスト、音楽プロデューサー。ロックバンドSING LIKE TALKINGのフロントマンで、ボーカル・ギター・キーボードを担当しており、小田和正との共同ユニットPLUS ONEと塩谷哲とのユニットSALT&SUGARのボーカルでもある。血液型O型。青森県青森市出身。既婚。

## 経歴
父・祖父・曾祖父の名に「善」が含まれている事および「竹の様にすくすくと育って欲しい」という願望をこめて「竹善（たけよし）」と命名される。それ故、幼少時代から本人の名前が「ちくぜん」と誤読される事も多く、本人も開き直ったためかこの芸名にしている。
幼少時は演歌一筋だったが、中学1年の時にタンカーの乗組員をしていた親戚の影響でビートルズの赤盤に出会い、それ以降洋楽に傾倒。まもなくベースを購入し、近所の友達とバンドを組み、市内で音楽活動を始める。青森県立青森高等学校進学後、軽音楽部に所属。同部で藤田千章と知り合う。その他、邦楽では主にオフコースを好んで聴いていた。
高校3年の時には保育園からの幼馴染西村智彦らとバンド「リファイナー」で活動。同年、母親からクリスマスプレゼントとして買ってもらったビリー・ジョエルのライブ・アルバムに刺激を受け、ミュージシャンを志す。1982年、神奈川大学法学部に新聞奨学生として進学と同時に上京。この時、千葉大学への進学を考えていた藤田に「東京に出てプロになろう」と誘い（藤田は明治学院大学法学部に進学）、共に音楽活動を続ける。洋楽では、クイーン、クリストファー・クロス、カーペンターズの影響も受けており、黒人音楽の影響は薄かった。
1983年春、武蔵野音楽学院を中退して独自に音楽活動を続けていた西村と再会。西村の（元リファイナー組を含む）音楽仲間らと「514バンド」を結成するが、翌1984年初夏に解散。1984年正月に西村が周囲に何も言わずに帰郷した際には、新川博のローディーを代理で務めた。ピアノやキーボードを始めたのは22歳頃になってからで、シンセサイザーも新調していた。横浜市内のタワーレコードの店舗に通い詰め、AORの存在も知った。
1985年に514バンドを前身として新バンドを結成。翌1986年、「ヤングジャンプ・サウンド・コンテスト '86」に出場する際にバンド名をSING LIKE TALKING（以下本項では「SLT」）とする。同年12月に「TRY AND TRY AGAIN」でグランプリを取り、ファンハウスのプロデューサー（当時）武藤敏史の元で修行したのち、1988年9月30日にシングル「Dancin' With Your Lies」でデビュー。デビューライブではジェフ・ポーカロ（TOTO）(Dr)、ネイザン・イースト(B)と共演。1993年リリースの6thアルバム「ENCOUNTER」、1994年リリースの7thアルバム「togetherness」でオリコンチャート1位を記録している。その間、1990年に小田和正、1991年に山下達郎のツアーサポートでバックコーラスも担当していた。彼らにトップクラスのボーカル力と言わしめる。
デビュー前後（1987年-1989年）にコカ・コーラのCMソング「I feel coke」の「さわやかテイスティ I feel coke」のキャッチフレーズで一世を風靡し、SLTが参加したイベントライブで客の反応が芳しくない時にテコ入れとして演奏していた。
1994年からSLTの活動の合間に断続的にソロ活動を行う。1996年には塩谷哲とのユニットSALT&SUGAR、小田和正とのユニットPLUS ONEを結成、同年、武道館ライブに進出。1997年からは誕生日近辺にイベントライブ「CROSS YOUR FINGER」を主催。歌手・バンド活動の傍ら若手ミュージシャンの発掘・指導も行う。その他、渡辺貞夫、日野皓正、小曽根真、前田憲男、服部克久等のコンサートライブにも共演している。本人に影響されたアーティストとして、ゴスペラーズの黒沢薫、コブクロの黒田俊介、SEAMO等が有名。
1998年、SLTデビュー10周年の年に、本人の出身地である青森市の市制100周年を記念してSLTでのシングル曲「HOME TOWN」を発表。
2004年から2011年までの間は本人および他のバンドメンバーがソロ活動等に専念するためSLTとしての活動は途絶えていたが、2011年3月に8年ぶりにSLTシングル「Dearest」およびアルバム「Empowerment」をリリースした。2004年9月29日にはコブクロとの共演で「木蓮の涙」（オリジナル：スターダストレビュー）をカバー。オリコン9位。その翌月に発売されたアルバム「CORNERSTONES 3」はアルバムチャート5位。
2010年からは青森市観光大使も務める。
2013年自身初のクリスマスアルバム「Your Christmas Day」、2014年には第2弾をリリース。全編英詞による、オリジナルとカバーの混合。「雪の星 〜Another Christmas Time〜」のMVでは松重豊が演じている。
2015年7月29日、初のソロオールタイムセレクションアルバム「3 STEPS & MORE 〜THE SELECTION OF SOLO ORIGINAL & COLLABORATION」をリリース。新曲「Cry (For Africa)」の他、佐藤の作詞作曲編曲演奏による、クリス・ハートとのデュエット「HARMONIC」収録。
2015年12月、「Your Christmas Day III」をリリース。エス小山シェフとのコラボで11分に及ぶオーケストラルロック組曲「The Lost Treasure 〜The Adventures of Jaime〜」収録。
2016年3月　Billboard Classics コンサートにて東京フィルハーモニー交響楽団（指揮：柳澤寿男）、大阪フィルハーモニー交響楽団（指揮：大友直人）と共演。

## 人物
猫好きで自身のブログにも度々載せている。楽天ブログ「第2回ねこ動画コンテスト」にて一般人の作品も入り混じった中、佐藤の作品が3位に入賞した事がある。酒は好きだが、冷やし中華、酢の物等、酸味のある食べ物や野菜は苦手。趣味は読書、ダイエット、ゴルフ。一人暮らしをしていた時、実家からの差し入れの中に片栗粉が入っていたが、料理が出来なかったので「水に溶かして飲んだ」という。KBCラジオ「PAO〜N」のファンである。

## ディスコグラフィ

### その他
- Magic Snow（1988年）ヴィクトリア'89CMソング集 ※Chocolate Kids Jr.名義
- Walking in the Sun（1989年）ドラマ「ゴリラ・警視庁捜査第8班」OST収録 ※Chocolate Kids Jr.名義

### 映像作品
|     | 発売日                                  | タイトル                                                                                                 | 規格品番                                                          | 収録曲 | 備考                           |
| --- | --------------------------------------- | --- | ----------------------------------------------------------------- | --- | ------------------------------ |
| 1st | - 1999年12月1日:VHS - 2000年6月16日:DVD | TWO BIT STORY                                                                                            | - MVVH-15:VHS - MVBH-4:DVD                                        | 1. 十三夜の月 2. MAKING:十三夜の月 3. WIND OF CHANCE 4. MAKING2:WIND OF CHANCE |                                |
| 2nd | - 2002年12月18日 - 2003年11月1日        | FIVE BIT STORY                                                                                           | - UPVH-1070:VHS - UPBH-1070:DVD - UPBH-9134:DVD                   | 1. amanogawa 2. 生まれ来る子供たちのために 3. Love's In Need Of Love Today 4. Document/amanogawa (Instrumental) 5. WIND OF CHANGE 6. 十三夜の月 7. amanogawa (Short Version Clip) 8. amanogawa TV SPOT集 (発売前・発売後) 9. 生まれ来る子供たちのために TV SPOT集 (発売前・発売後)                  |                                |
| 3rd | - 2005年1月26日 - 2006年6月7日          | CHIKUZEN SATO TANDOKU TOUR '04 “Welcome to my room”                                                      | - UPBH-1155 - UPBH-9263                                           | 1. Norwegian Wood 2. はじまりはいつも雨 3. 木蘭の涙 4. amanogawa 5. トーキョー・シティ・セレナーデ (ARTHUR'S THEME) 6. もしもピアノが弾けたなら 7. 春になれ 8. ZERO 9. Ya Ya (あの時代を忘れない) 10. We Can Work It Out 11. WIND OF CHANGE 12. 十三夜の月 13. Through The Fire                     |                                |
| 4th | - 2005年11月30日 - 2006年6月7日         | FIVE BIT STORY II                                                                                        | - UPBH-1171 - UPBH-9264                                           | 1. 木蘭の涙 with コブクロ 2. 風光る 3. GOOD MORNIN' GOOD ROLLIN' 4. 今日も君に恋をした 5. BE INSIDE MY LIFE | オリコン最高位、登場回数1回    |
| 5th | 2007年6月20日                           | FIVE BIT STORY III                                                                                       | UPBH-1209                                                         | 1. Hey!! 2. カオ上げて 3. 風模様 4. Making 5. 届いたらいいな〜Gratitude〜 | オリコン最高97位、登場回数1回  |
| 6th | 2008年6月25日                           | LIVE WITH the CORNERSTONES '07 中野サンプラザ                                                            | UPBH-1221                                                         | 1. VENTURA HIGHWAY 2. MESSAGE IN A BOTTLE 3. PROMISES PROMISES 4. サヨナラ 5. 木蓮の涙 6. ロビンソン 7. amanogawa 8. HERE,THERE AND EVERYWHERE 9. I FEEL FINE 10. SYLVIA 11. WONDERFUL WORLD 12. STATE OF MIND 13. Restless〜君の許へ〜 14. MINOR SETBACK 15. MIURA WIND 16. JUMP 17. Amazing Grace | オリコン最高134位、登場回数1回 |
| 7th | 2023年10月25日                          | "Live With The Cornerstones 22’〜It's My JAOR〜" Official Bootleg One Night Stand, City Pop, Tokyo Japan | POBE-12117:DVD+2CD POBE-12118:DVD POXE-12107:BD+2CD POXE-12108:BD | 全17曲 |                                |

### 楽曲提供
- 井上昌己 「アドレスのないOne Room」（作詞：松井五郎）
- 岩崎宏美「朝が来るまで」（作詞：藤田千章）
- V6 「IN THE WIND」（作詞：小幡英之）
- 鈴木雅之 「キミの街にゆくよ」
- 松本ともこ (Mappie)「CHEER FOR YOU 〜君を信じてる〜」
- 吉田拓郎「Hawaiian Sunrise Sunset」（アルバム『Hawaiian Rhapsody』収録）

他多数

### 参加作品
- 小田和正の多くの作品にコーラスとして参加
- コカ・コーラCMソング集 Super More
- SYNCHRONIZED ROCKERS（the pillowsのトリビュート・アルバム、2004年9月16日）
  - 6. カーニバル
- 東京ワンダーホテル&ツアーズ オリジナル・サウンドトラック
- 廣瀬裕子のしあわせになるDVD「サヨナラ、」音楽担当
- イエスタデイ・ワンス・モア〜TRIBUTE TO THE CARPENTERS〜（カーペンターズのトリビュート・アルバム、2009年3月25日）
- Nycca Presents Cookie
- KAN『6×9=53』収録曲「ポカポカの日曜日がいちばん寂しい」（KANとのデュエット、2016年2月3日）

## タイアップ
| 曲名                               | タイアップ                                                                      |
| ---------------------------------- | ------------------------------------------------------------------------------- |
| 十三夜の月                         | TBSテレビ系「世界ふしぎ発見!」エンディング・テーマ                              |
| WIND OF CHANGE                     | ドラマ「ヤマダ一家の辛抱」主題歌                                                |
| CHANGE THE WORLD                   | 「日産自動車」'97〜'99 イメージ・ソング                                         |
| amanogawa                          | ABCテレビ・ANB系「得するテレビ」エンディング・テーマ                            |
| 生まれ来る子供たちのために         | 「東洋羽毛工業」CMソング                                                        |
| トーキョー・シティ・セレナーデ     | NTVドラマ「東京ワンダーホテル」イメージ・ソング                                 |
| 風模様                             | TBS系テレビ『王様のブランチ』エンディングテーマ                                 |
| カオ上げて                         | 佐藤製薬『ストナリニS』CMソング                                                 |
| 花笑み                             | 『日本経済新聞社』CMソング                                                      |
| Amazing Grace featuring 有坂美香   | ニッカウヰスキー『シングルモルト余市 500ml』CMソング                            |
| サヨナラ                           | NTV系「スッキリ!!」エンディング・テーマ                                         |
| Coloveration〜the spirit of love〜 | 読売テレビ「情報ライブ ミヤネ屋」エンディングテーマ（2008年9月29日 - 12月26日） |

## 担当番組
- SOUND DISCOVERY（CROSS FM・毎週水曜日15:00 - 16:00、かつてはFM NORTH WAVEとNACK5でも放送していた）
- M：FII -MIDNIGHT FINGERS（FM802・毎週日曜日24:00 - 25:00）
- ASAHI KASEI Catch the POP（TOKYO FM・毎週日曜日18:00 - 18:55（東京ローカル、1989年4月〜1990年3月）→毎週日曜日15:00 - 15:55（JFN各局ネット、1990年4月〜？））
- NISSAN HIT POP JAPAN（JFN・1994年4月〜1999年3月、毎週日曜日10:00 - 10:55）
- Friday Musical Voice（湘南ビーチFM・毎週金曜日23:00 - 24:00　2011年10月7日〜2017年3月31日）
- Pars Orpheus（INTER FM・毎週水曜日22:00 - 23:00　2012年10月〜2018年4月）
- 佐藤竹善のモーニングアンダンテ（JFN31局・放送時間は局によって異なる 2016年10月1日〜現在）
- 佐藤竹善SUNDAY MUSICAL VOICE（湘南ビーチFM・毎週日曜日18:00 - 19:00　？〜現在）
- 佐藤竹善 from SING LIKE TALKING レコード部屋（静岡放送・毎週月曜日18:00 - 18:30　2020年3月30日〜現在）
- FRIDAY AMUSIC MORNING 8時台「A♭ Garden」（FM COCOLO・毎週金曜日 8:30 - 9:00）

## 主なライブ

### ワンマンライブ・主催イベント
- 2003年 - PREMIUM LIVE '03
- 2004年 - TANDOKU TOUR '04 "Welcome to my room"
- 2004年 - WITH the CORNERSTONES 2004
- 2005年〜2006年 - Okra ツアー2005-2006
- 2007年 - CHIKUZEN SATO TANDOKU TOUR 2007 "Welcome to my room 2"
- 2007年 - Premium meets Premium
- 2007年 - WITH the CORNERSTONES 2007
- 2008年 - Indigoなウタヂカラ
- 2009年 - 佐藤竹善 Presents Cross your fingers
- 2013年 - 佐藤竹善 Presents Cross your fingers 17
- 2014年 - 佐藤竹善 × akiko Duo Live
- 2014年 - 柏木広樹 featuring 佐藤竹善 "Duet"
- 2014年 - Your Christmas Night 2014
- 2015年 - 北郷想
- 2015年 - 北郷想 〜心の復興まで〜 Vol.15 東京
- 2015年 - Premium meets Premium 2015
- 2015年 - Your Christmas Night Again
- 2016年 - 佐藤竹善 Presents Cross your fingers 18
- 2016年 - American Express Presents InterFM897×COTTON CLUB THE ROOTS OF MUSIC vol.2 佐藤竹善
- 2016年 - CORNERSTONES Symphonic Concert
- 2016年 - Your Christmas Night TOUR III
- 2017年 - 故郷想〜心の復興まで〜Supported by そば焼酎雲海 『そばソーダ』Vol.27千葉
- 2017年 - 故郷想〜心の復興まで〜Vol.28 岐阜
- 2017年 - 佐藤竹善 Presents Cross your fingers 19
- 2017年 - 佐藤竹善 Live! The Best Of Cornerstones
- 2018年 - Premium meets Premium 2018

### 出演イベント
- 1992年07月26日 - FM802 MEET THE WORLD BEAT 1992 (鈴木雅之のゲスト)
- 1994年08月16日 - 日本をすくえ '94 〜奥尻島、島原・深江地区救済コンサート〜
- 1997年12月01日 - Act Against AIDS'97 LIVE IN OSAKA
- 1998年01月31日 - 小田和正 THRU THE WINDOW K.ODA TOUR 1997-1998
- 2002年06月01日 - INGNI presents FUNKY802 13th Anniversary Special JAPANESOUL
- 2003年06月01日 - INGNI presents FUNKY802 14th Anniversary Special Jive the Keys
- 2003年08月02日・10日 - 情熱大陸 SPECIAL LIVE SUMMER TIME BONANZA'03
- 2004年08月07日 - 情熱大陸 SPECIAL LIVE SUMMER TIME BONANZA'04
- 2005年07月18日 - Slow Music Slow LIVE '05
- 2005年10月01日 - 日本万国博覧会開催35周年記念 朝日新聞21 LIVE in EXPO'70「風に吹かれて 2005」
- 2006年07月29日・08月05日 - 情熱大陸 SPECIAL LIVE SUMMER TIME BONANZA'06
- 2006年09月09日 - LIVE IN EXPO '70 朝日新聞 21 LIVE 「風に吹かれて 2006」
- 2006年12月23日 - 塩谷哲プロデュース Saltish Night Vol.X
- 2007年07月28日・08月04日 - 情熱大陸 SPECIAL LIVE SUMMER TIME BONANZA'07
- 2007年10月13日 - 風に吹かれて2007
- 2007年12月23日 - 塩谷哲プロデュース SALTISH NIGHT vol.XIII
- 2008年08月02日・09日 - 情熱大陸 SPECIAL LIVE SUMMER TIME BONANZA'08
- 2008年12月17日 - 「ありがとう!フェスティバルホール」〜We Love Festival Hall!!〜
- 2009年01月30日 - 岡野宏典 1st Tour "キャンバス"
- 2009年11月30日 - クリスマスの約束2009
- 2010年02月24日 - Masayuki Suzuki 30th Anniversary Live: The Roots 〜 Could Be The Night
- 2010年12月23日 - 塩谷哲プロデュース Saltish Night Vol.XIV
- 2011年06月07日 - みやぎびっきの会プレゼンツ東日本大震災支援LIVE 〜Dream Chain〜
- 2011年07月17日 - 音霊 OTODAMA SEA STUDIO 2011 「ここらでゆっくり休みませんか」
- 2011年11月30日 - クリスマスの約束2011
- 2012年07月21日 - 馬場俊英 FM COCOLO オーディナリー Radio LIVE!!
- 2012年12月09日 - 馬場俊英 LIVE TOUR 2012 〜スーパーオーディナリー〜
- 2012年12月22日 - 塩谷哲プロデュース Saltish Night Vol.XVI
- 2013年04月20日 - 遊佐未森 cafe mimo vol.13
- 2013年08月22日 - SOUND SHOWER
- 2013年08月29日 - 中野サンプラザ presents オールナイトニッポンコンサート
- 2013年09月07日・08日 - "InterFM Pars Orpheus〜Autumn Session 2013〜"
- 2013年09月14日 - 靱公園MUSIC FESTA FM COCOLO〜風のハミング〜
- 2013年09月28日 - solo debut 20th anniversary series< part II > 塩谷哲 "Dialogue" 〜special 3 duos〜
- 2013年12月22日 - Saltish Night vol.XVII
- 2014年02月01日 - Troubadour Night XIV
- 2014年04月06日 - JOYFM 30th Anniversary Live 「POWER OF RADIO」
- 2014年07月07日 - FM COCOLO 七夕LIVE 「 5 COLORS STRINGS 」
- 2014年07月21日 - nukumori 5th Anniversary PREMIUM LIVE
- 2014年12月23日 - Saltish Night vol.XVIII
- 2015年03月14日 - 音市音座 2015
- 2015年07月16日 - 音霊 OTODAMA SEA STUDIO 2015「押尾コータロー × 佐藤竹善 〜ON THE SEA BREEZE〜」
- 2015年08月10日 - 出前GACHI 011 〜仙台場所 浜崎貴司vs.佐藤竹善
- 2015年10月18日 - 30年の音返しコンサート
- 2015年11月24日 - Act Against AIDS LIVE 2015 「AOR PREMIUM NIGHT」 supported by コカ・コーラ
- 2015年12月19日 - 馬場俊英 毎日がクリスマス 2015〜屋根裏部屋のクリスマス〜
- 2015年12月23日 - 塩谷哲プロデュース Saltish Night vol.XIX
- 2016年02月21日 - 馬場俊英 20th ANNIVERSARY SPECIAL NIGHT!!
- 2016年03月12日・13日 - billboard classics festival 2016 in TOKYO
- 2016年05月03日 - 高槻ジャズストリート2016
- 2016年06月25日 - 六魂Fes!
- 2016年07月10日 - 音霊 OTODAMA SEA STUDIO 2016「いつものあの海で2016'」
- 2016年07月14日 - SALSA SWINGOZA with Special Guests 佐藤竹善、CHAKA & 石塚隆充
- 2016年09月11日 - 中津川 THE SOLAR BUDOKAN 2016
- 2016年09月19日 - 馬場俊英20周年記念コンサート IN 日比谷野外大音楽堂 20th ANNIVERSARY SPECIAL NIGHT!〜野音でピース!2016
- 2016年10月29日 - くるめ街かど音楽祭2016
- 2016年12月02日 - Act Against AIDS 2016 LIVE in NAGOYA 〔会場=スペードボックス〕
- 2016年12月23日 - 塩谷哲プロデュース Saltish Night vol.20
- 2017年02月01日 - FM COCOLO TOYONAKA LIVE SQUARE
- 2017年02月05日 - nukumori vol.7〜peace on heath 冬のぬくもり〜
- 2017年04月14日 - KAN 芸能生活29周年記念 特別感謝活動年 Final Regimental Live ロックンロールに拿捕(ダホ)されて
- 2017年05月13日 - 栄ミナミ音楽祭'17
- 2017年06月04日 - 第3回 杜の都の音楽祭 inはちまん
- 2017年07月22日 - 境港妖怪ジャズフェスティバル2017
- 2017年09月03日 - 音霊 OTODAMA SEA STUDIO 2017「佐藤竹善 Live! The Best Of Cornerstones BY THE SEA」
- 2017年10月02日 - 服部克久 傘寿の音楽会
- 2017年11月04日 - 平城京天平祭 FM OSAKA Dramatic LIVE
- 2017年12月23日 - 塩谷哲プロデュース Saltish Night vol.21
- 2025年09月20日 - 〜松本 隆 作詞活動55周年記念 オフィシャル・プロジェクト〜 風街ぽえてぃっく2025 第二夜：街編[2]